# Ologamasidae
Ologamasidae är en familj av spindeldjur. Enligt Catalogue of Life ingår Ologamasidae i överfamiljen Rhodacaroidea, ordningen Mesostigmata, klassen spindeldjur, fylumet leddjur och riket djur, men enligt Dyntaxa är tillhörigheten istället ordningen kvalster, klassen spindeldjur, fylumet leddjur och riket djur. Enligt Catalogue of Life omfattar familjen Ologamasidae 446 arter. 

## Dottertaxa till Ologamasidae, i alfabetisk ordning[1][2]
- Acugamasus
- Acuphis
- Allogamasellus
- Antennolaelaps
- Athiasella
- Caliphis
- Cymiphis
- Cyrtolaelaps
- Desectophis
- Euepicrius
- Euryparasitus
- Evanssellus
- Gamasellevans
- Gamaselliphis
- Gamasellopsis
- Gamasellus
- Gamasiphis
- Gamasiphoides
- Gamasitus
- Geogamasus
- Heterogamasus
- Heydeniella
- Hiniphis
- Hydrogamasellus
- Hydrogamasus
- Laelaptiella
- Laelogamasus
- Litogamasus
- Neogamasellevans
- Notogamasellus
- Ologamasus
- Onchogamasus
- Oriflammella
- Pachymasiphis
- Parasitiphis
- Periseius
- Pilellus
- Podonotogamasellus
- Pyriphis
- Queenslandolaelaps
- Rhodacaroides
- Rykellus
- Sessiluncus
- Solugamasus
- Stylochirus